# 鈴木千裕
鈴木 千裕（すずき ちひろ、1999年5月14日 - ）は、日本の男性総合格闘家、キックボクサー。東京都三鷹市出身。クロスポイント吉祥寺所属。第5代RIZINフェザー級王者。初代KNOCK OUT-BLACKスーパーライト級王者。兄はキックボクサーの鈴木宙樹。

## 来歴
ペルー人の父と日本人の母との間に生まれる。3歳から伝統派空手を始め、中学生時に総合格闘技に転向。2016年12月30日にRIZINが開催したアマチュア総合格闘技大会『RIZIN FF アマチュアMMA 2016 カンカCUP』のフライ級部門で優勝。

### プロデビュー
2017年2月にパンクラスで総合格闘家としてプロデビュー。廣中克至と対戦し、パウンドでTKO勝利。2018年にパンクラスの「フライ級ネオブラッド・トーナメント」に出場し、水谷健人、猿飛流、杉山廣平に勝利し、優勝。2018年12月9日開催の「PANCRASE 302」では中村龍之と対戦する予定であったが、計量前日に脱水で倒れ、計量オーバーにより試合中止となった。
パンクラスではフライ級（57kg）で出場し、12kgの減量をしていた。過度の減量で心身のバランスを崩し、当時について「つらくて、生まれて初めて『死にたい』とまで思いました」と話している。中村戦の計量失敗、試合不成立による「ファイトマネー没収」、「罰金」、「チケット代金弁済」で借金を背負い、2つのアルバイトを掛け持ちして借金を返済した。
これを見かねたクロスポイント会長の山口元気からキックボクシングへの転向と階級を上げることを提案され、即座に受諾。キックボクサーである兄・宙樹からも「千裕は絶対にチャンピオンになれるからもう1回やり直せ」と声をかけられ、「兄弟そろって一緒にベルトを巻いてリングの上で写真を撮る」と決意するようになる。

### キックボクシング
2019年5月26日にSHOOT BOXINGが開催した「SHOOT BOXING 2019 YOUNG CEASAR CUP CENTRAL ＃25」でSHOOT BOXINGとREBELSの対抗戦のREBELS選手として出場し、キックボクサーとしてプロデビュー。イモト・ボルケーノと-63kg契約で対戦し、判定3-0で勝利。
2019年10月4日、KNOCK OUT × REBELSで、MuayThaiOpenスーパーライト級王座とINNOVATIONライト級王座の二冠を持つ橋本悟と対戦し、1R45秒でKO勝利。
2020年2月11日、KNOCK OUT CHAMPIONSHIP.1で開催された無法島GP 64kg級トーナメントに出場。1回戦でのちのK-1王者の与座優貴と対戦して膝蹴りでダウンを奪い勝利。同日の準決勝では連戦による負傷もあり西岡蓮太に判定で敗れた。
2021年3月13日、KNOCK OUT-BLACKスーパーライト級王座決定トーナメントの準決勝で久保政哉と対戦し、1RKO勝ち。
2021年7月18日、KNOCK OUT-BLACKスーパーライト級王座決定トーナメントの決勝で宮越慶二郎と対戦し、1回43秒でKO勝ち。初代KNOCK OUT-BLACKスーパーライト級王座を獲得し、勝利者マイクで総合格闘技への再挑戦を発表した。

### RIZIN
2021年9月19日にRIZINが開催したRIZIN.30で総合格闘家として再デビュー。昇侍と66.0kg契約で対戦し、カウンターの左フックによりダウンを奪われるとそのままパウンドを受けて、1R20秒でTKO負け。
2021年11月28日、RIZIN TRIGGER 1stにてFighting NEXUSフェザー級王者の山本空良と対戦し、3R判定勝ち。
2022年3月6日、RIZIN LANDMARK vol.2で平本蓮と対戦。1R序盤に右ストレートでフラッシュダウンを奪うなど打撃で優勢に試合を進め、その後も組みと寝技の展開で平本を圧倒し、3-0の判定勝ち。なお、1R開始直後の打ち合いで右拳を骨折し、左手も負傷していた。
2022年9月25日、RIZIN.38で萩原京平と対戦し、カーフキックを効かされるものの2Rにリアネイキッドチョークで一本勝ち。平本戦で骨折した手が完治していないことから組み中心の戦いとなった。
2022年11月6日、RIZIN LANDMARK 4で今成正和と対戦し、3-0の判定勝ち。
2022年12月31日、RIZIN.40で中原由貴と対戦し、序盤は打撃でやや劣勢な展開となるが1Rに右ストレートで逆転KO勝ち。
2023年6月24日、RIZIN.43で王者クレベル・コイケとフェザー級タイトルマッチで対戦。前日計量でクレベルが規定体重を400g超過し王座を剥奪されたため、鈴木が勝った場合のみ王座獲得、クレベルが勝った場合はノーコンテスト、クレベルにイエローカード（減点20%）が課された条件で行われた。試合はクレベルにテイクダウンを奪われるとマウントポジションからパウンドを受け続け、最後は腕ひしぎ逆十字固めにより1R一本負け。王座獲得に失敗した。試合記録は規定によりノーコンテストとなり、王座は空位となった。
2023年7月30日、超RIZIN.2でBellator2階級制覇王者（ライト級・フェザー級）のパトリシオ・ピットブルと70kg契約で対戦。1Rに左フックをテンプルに当ててぐらつかせると、右ストレートでKO勝ち。主要選手欠場による代替カードとして大会5日前に急遽受けた試合であったことから、鈴木は試合の6日前までバカンスを楽しんでおりクレベル戦から数回しか練習をしていない状態であった。この勝利によりFight Matrixでライト級世界ランク12位にランクインした。この試合はRIZIN公式動画『RIZINファンが選ぶ2023年上半期ベストバウト』で1位に選ばれた。
2023年11月4日、RIZIN LANDMARK 7 in アゼルバイジャンでRIZINフェザー級タイトルマッチを行い、王者ヴガール・ケラモフと対戦。1R序盤でケラモフにテイクダウンされるも、グラウンドで下の状態からケラモフの顎をかかとで打ち抜き、崩れたケラモフに下からのパンチの連打でKO勝ちを収め王座を獲得。この勝利によりFight Matrixフェザー級ランキングで世界13位から世界6位にランクアップすると共に、第5代RIZINフェザー級王者となった。
2024年4月29日、RIZIN.46のRIZINフェザー級タイトルマッチで金原正徳と対戦し、序盤に金原のテイクダウンを防ぎ、右ストレートをヒットさせてからのパウンドアウトで1回TKO勝利。王座初防衛に成功した。 
2024年7月28日の超RIZIN.3でマニー・パッキャオとの対戦が決定していたが、6月の五味隆典戦とのエキシビションマッチに拳を負傷したまま出場したことで、1Rに右手の第二中手骨の骨折、第五中手骨の骨折をして全治4ヶ月と診断されたため欠場となった。
2024年12月31日、RIZIN DECADEでフェザー級タイトルマッチを行い、クレベル・コイケと再戦。0-3の判定負けで王座陥落。
2025年3月30日、RIZIN.50でカルシャガ・ダウトベックと対戦し、打撃の応戦の中でやや劣勢となり、3R終盤に打撃を効かせテイクダウンを奪うも、1-2の判定負け。
2025年5月4日、RIZIN男祭りで朝倉未来と対戦し、グラウンド状態で劣勢となり、3Rに打ち合いの中で鈴木が瞼の下をカットして出血が酷くなったことからドクターチェック。傷口が深かったことから試合が止められ、カットによるドクターストップで3R TKO負け。

## 人物
- 2021年にRIZINと契約してRIZINデビュー戦を行うまでは、格闘技だけでは食べて行けず、たこ焼き屋など複数のアルバイトをしていた[29]。その頃は貧困から食事を節制したり、大きな怪我をしても病院に行かず時間をかけて自力で治す厳しい生活だったと話している。RIZINと契約後は仕事を辞めて格闘技一本で食べていけるようになり、食事にお金をかけたり怪我を病院で治す余裕ができると共に、数戦後には瞬く間に1000万円クラスの外車に乗れるようになる格闘技ドリームを掴んだ。なお、2023年にRIZINフェザー級王者になるとファイトマネーが更に上がりRIZINデビュー戦（昇侍戦）の額の10倍へと跳ね上がった。2024年になるとさらに上がり、RIZINから受け取っている1試合の純粋なファイトマネーは、鈴木のパンクラスでのプロデビュー当時（※デビュー直後の選手のギャラは大体5万～10万円程度）の1000倍を超える世界トップクラスの高額ファイトマネーとなった[30][31][32]。
- 2023年RIZIN大晦日大会に出場予定となるも、一部の格闘技ファンが、「（怪我の情報のあった）鈴木に対して「大晦日に出場させるべきではない」「休ませろ」という投稿をSNSやYouTubeで繰り返した[33]。その結果、RIZIN運営は鈴木に今回は無理をさせたくないという気持ちに加えて「本人はやる気があったがファンの声に耳を傾けた」として鈴木の大晦日出場を取り止めた[34]。そのため鈴木は大晦日大会の出場を逃すとともに約7ヶ月試合間隔が開くこととなった[34][35]。
- 2024年4月、この件に対して鈴木が言及し、「まず出場を決めるのは（ファンではなく、）僕なんですよ。僕は大晦日に試合がしたかったです。だからあの時の格闘技ファンの声にはちょっと納得してなくて。『無理しないでほしい』と言われても、「俺の何が分かるの？」って思います。僕の本当のダメージ・怪我・状況の全部を分かってるわけではないじゃないですか。だから僕がやれる！と言えばやります。無理しようがしまいが、それは僕が切り開く未来なんで。過去にも片手が使えなくてもアバラを折ってても自分の意志で考えて大丈夫と思った時は出ました。みんなに無理しないでと一斉に言われたことで試合が消えたり試合をやめてたら僕はまだRIZINのベルトを取れてないですよ。僕がやれると言って受けてるのだから素直に応援してほしいです。無理な時は無理だと言うので」「それに格闘技をやってる時点で、行くか行かないかじゃなくて、『行かなきゃいけない時』があるんですよ。そこで勝ち取る奴が業界のトップを取る。競技やってないファンにはなかなかそういうシチュエーションが理解できないかもしれないですけど、どうしても譲れない瞬間があるんです。僕は常にそれを考えています」と話し、『自分のする試合、試合のタイミング、怪我した時に試合をするかしないかは自分で決めているので今後はネガティブなことを言わないでほしい』とファンに伝えた[35]。
- 五味隆典を師匠の一人としている[36]。山本空良戦の前に五味のもとを訪問して以降、不定期で指導を受けている[37]。クレベル戦からは五味の通称であった『天下無双の火の玉ボーイ』を受け継いで『天下無双の稲妻ボーイ』を使用しており、入場曲も五味の入場曲であったSCARYの前奏が流れる形になっている。
- 2024年RIZIN大晦日大会でクレベル・コイケに敗戦して王座陥落後、自身の柔術の技術向上のためにその場でクレベルに志願して出稽古と技術の交換を提案。クレベルが了承したことで以降、不定期でクレベルのいるボンサイ柔術でも修行を行っている[38]。

- 所属ジムの先輩である渡慶次幸平からの影響で、試合後にはファイトマネーの一部を使って子供に向けた無料イベントを開催する等、社会貢献活動を行っている。アゼルバイジャンでのタイトルマッチ後にも、現地の児童養護施設を訪問してイベントを実施した[39]。

- 2024年、アゼルバイジャンの子どものために、フットサル場を作るクラウドファンディングを実施する。また、能登半島地震の被災者支援と「世界中の子どもたちの目を輝かせる」を目指したピースブロジェクトに29万円寄付し、炊き出しを行った[40]。

## 戦績

### プロ総合格闘技
| 総合格闘技 戦績 | 総合格闘技 戦績 | 総合格闘技 戦績 | 総合格闘技 戦績 | 総合格闘技 戦績 | 総合格闘技 戦績 | 総合格闘技 戦績 |
| --------------- | --------------- | --------------- | --------------- | --------------- | --------------- | --------------- |
| 20 試合         | (T)KO           | 一本            | 判定            | その他          | 引き分け        | 無効試合        |
| 13 勝           | 7               | 1               | 5               | 0               | 0               | 1               |
| 6 敗            | 2               | 0               | 4               | 0               | 0               | 1               |

| 勝敗 | 対戦相手                 | 試合結果                                        | 大会名                                                      | 開催年月日     |
| ×    | 朝倉未来                 | 3R 1:57 TKO（ドクターストップ：カットでの出血） | RIZIN男祭り                                                 | 2025年5月4日   |
| ×    | カルシャガ・ダウトベック | 5分3R終了 判定1-2                               | RIZIN.50                                                    | 2025年3月30日  |
| ×    | クレベル・コイケ         | 5分3R終了 判定0-3                               | RIZIN.49 【RIZINフェザー級タイトルマッチ】                  | 2024年12月31日 |
| ○    | 金原正徳                 | 1R 4:20 TKO（グラウンドパンチ）                 | RIZIN.46 【RIZINフェザー級タイトルマッチ】                  | 2024年4月29日  |
| ○    | ヴガール・ケラモフ       | 1R 1:28 KO（踵落とし→グラウンドパンチ）         | RIZIN LANDMARK 7 【RIZINフェザー級タイトルマッチ】          | 2023年11月4日  |
| ○    | パトリシオ・ピットブル   | 1R 2:32 KO（右ストレート）                      | 超RIZIN.2                                                   | 2023年7月30日  |
| ー   | クレベル・コイケ         | ノーコンテスト（クレベルの体重超過）            | RIZIN.43 【RIZINフェザー級タイトルマッチ】                  | 2023年6月24日  |
| ○    | 中原由貴                 | 1R 4:44 KO（右ストレート）                      | RIZIN.40                                                    | 2022年12月31日 |
| ○    | 今成正和                 | 5分3R終了 判定3-0                               | RIZIN LANDMARK 4                                            | 2022年11月6日  |
| ○    | 萩原京平                 | 2R 2:14 リアネイキッドチョーク                  | RIZIN.38                                                    | 2022年9月25日  |
| ○    | 平本蓮                   | 5分3R終了 判定3-0                               | RIZIN LANDMARK vol.2                                        | 2022年3月6日   |
| ○    | 山本空良                 | 5分3R終了 判定3-0                               | RIZIN TRIGGER 1st                                           | 2021年11月28日 |
| ×    | 昇侍                     | 1R 0:20 TKO（左フック→パウンド）                | RIZIN.30                                                    | 2021年9月19日  |
| ○    | 杉山廣平                 | 3分3R終了 判定3-0                               | PANCRASE 299 【ネオブラッド・トーナメント フライ級 決勝】   | 2018年9月9日   |
| ○    | 猿飛流                   | 3分3R終了 判定3-0                               | PANCRASE 297 【ネオブラッド・トーナメント フライ級 準決勝】 | 2018年7月1日   |
| ○    | 水谷健人                 | 1R 3:00 TKO（グラウンドでの肘打ち）             | PANCRASE 294 【ネオブラッド・トーナメント フライ級 1回戦】  | 2018年3月11日  |
| ×    | 鮎田直人                 | 3分3R終了 判定0-3                               | PANCRASE 290                                                | 2017年10月8日  |
| ×    | 川端康太                 | 3分3R終了 判定0-3                               | PANCRASE 287                                                | 2017年5月28日  |
| ○    | 杉山廣平                 | 1R 0:08 TKO（右フック→パウンド）                | PANCRASE 285                                                | 2017年3月12日  |
| ○    | 廣中克至                 | 1R 0:30 TKO（グラウンドパンチ）                 | PANCRASE 284                                                | 2017年2月5日   |

### プロキックボクシング
| キックボクシング 戦績 | キックボクシング 戦績 | キックボクシング 戦績 | キックボクシング 戦績 | キックボクシング 戦績 | キックボクシング 戦績 | キックボクシング 戦績 |
| --------------------- | --------------------- | --------------------- | --------------------- | --------------------- | --------------------- | --------------------- |
| 13 試合               | (T)KO                 | 判定                  | その他                | 引き分け              | 無効試合              |                       |
| 12 勝                 | 10                    | 2                     | 0                     | 0                     | 0                     |                       |
| 1 敗                  | 0                     | 1                     | 0                     | 0                     | 0                     |                       |

| 勝敗 | 対戦相手                         | 試合結果                   | 大会名                                                                                    | 開催年月日    |
| ○    | マルコス・リオス                 | 1R 0:46 KO（右フック）     | KNOCK OUT 2023 SUPER BOUT                                                                 | 2023年3月5日  |
| ○    | タップロン・ハーデスワークアウト | 1R 2:17 KO（右フック）     | KNOCK OUT 2022 vol.1                                                                      | 2022年1月22日 |
| ○    | 宮越慶二郎                       | 1R 0:43 TKO（パンチ連打）  | KNOCK OUT 2021 vol.3 【KNOCK OUT-BLACKスーパーライト級王座決定トーナメント 決勝戦】       | 2021年7月18日 |
| ○    | 久保政哉                         | 1R 1:25 KO（右フック）     | KNOCK OUT ～The REBORN～ 1 【KNOCK OUT-BLACKスーパーライト級王座決定トーナメント 準決勝】 | 2021年3月13日 |
| ○    | 渥美尚也                         | 1R 0:31 KO（パンチ連打）   | REBELS.69                                                                                 | 2020年12月6日 |
| ○    | 康弘                             | 1R 1:17 KO                 | REBELS.67                                                                                 | 2020年11月8日 |
| ○    | 昇也                             | 3R 2:19 TKO                | KNOCK OUT CHAMPIONSHIP.2                                                                  | 2020年9月13日 |
| ×    | 西岡蓮太                         | 3R終了 判定0-3             | KNOCK OUT CHAMPIONSHIP.1 【無法島GP 64kgトーナメント 準決勝】                             | 2020年2月11日 |
| ○    | 与座優貴                         | 3R終了 判定2-0             | KNOCK OUT CHAMPIONSHIP.1 【無法島GP 64kg級トーナメント 1回戦】                            | 2020年2月11日 |
| ○    | 耀織                             | 2R 1:39 KO（右ストレート） | KNOCK OUT 2019 BREAKING DAWN                                                              | 2019年11月1日 |
| ○    | 橋本悟                           | 1R 0:45 TKO                | KNOCK OUT × REBELS                                                                        | 2019年10月4日 |
| ○    | 洋介                             | 1R 1:18 TKO                | REBELS.62                                                                                 | 2019年8月10日 |
| ○    | イモト・ボルケーノ               | 3R終了 判定3-0             | SHOOTBOXING 2019 YOUNG CEASER CUP CENTRAL #25                                             | 2019年5月26日 |

### アマチュア総合格闘技
| 勝敗 | 対戦相手   | 試合結果                 | 大会名                                        | 開催年月日     |
| ○    | 内藤隼武   | 1R 2:17 TKO              | PANCRASEism Yokohama                          | 2017年1月29日  |
| ○    | 佐野椋將   | 勝利                     | RIZIN FF アマチュアMMA2016 【フライ級決勝戦】 | 2016年12月31日 |
| ×    | 岩井拓也   | 2分3R終了 判定1-2        | Yokohama Marshall World Japan Cup 2016        | 2016年11月5日  |
| ○    | 青木優太郎 | 2分3R終了 判定3-0        | Ageo Cage Fight 4                             | 2016年9月24日  |
| ×    | 川端康太   | 1R 1:03 腕ひしぎ十字固め | JMMAF Yokohama Cage Fight 1                   | 2016年6月19日  |
| ×    | 内藤潤     | 2分3R終了 判定0-3        | JMMAF Ageo Cage Fight 3                       | 2016年5月1日   |

### エキシビション
| 勝敗 | 対戦相手 | 試合結果          | 大会名                    | 開催年月日    |
| △    | 五味隆典 | 3分3R終了 判定0-0 | KNOCK OUT 2024 SUPER BOUT | 2024年6月23日 |

## 獲得タイトル
総合格闘技
- RIZIN FF アマチュアMMA 2016 フライ級 優勝
- パンクラス 第24回ネオブラッド・トーナメント フライ級 優勝（2018年）
- 第5代RIZINフェザー級王座（2023年）

キックボクシング
- 初代KNOCK OUT-BLACKスーパーライト級王座（2021年）

## 著書
- 『夢を叶える「稲妻メンタル」』 (2024年5月15日、双葉社、ISBN 978-4575318760)

#### 試合映像
1. ↑  『【試合映像】昇侍 vs. 鈴木千裕 / Shoji vs. Chihiro Suzuki - RIZIN.30』RIZIN公式YouTubeチャンネル、2021年。
2. ↑  『【試合映像】鈴木千裕 vs. 山本空良 / Chihiro Suzuki vs. Sora Yamamoto - RIZIN TRIGGER 1st』RIZIN公式YouTubeチャンネル、2021年。
3. ↑  『【試合映像】鈴木千裕 vs. 平本蓮 / Chihiro Suzuki vs. Ren Hiramoto - RIZIN LANDMARK vol.2』2022年。
4. ↑  『【試合映像】萩原京平 vs. 鈴木千裕 / Kyohei Hagiwara vs. Chihiro Suzuki - RIZIN.38』RIZIN公式YouTubeチャンネル、2022年。
5. ↑  『【会場リングサイド目線で見る『鈴木千裕 vs. 今成正和』公式試合映像】【Special Cage Side】RIZIN LANDMARK 4 in NAGOYA』RIZIN公式YouTubeチャンネル、2022年。
6. ↑  『【試合映像】中原由貴 vs. 鈴木千裕 / Yoshiki Nakahara vs. Chihiro Suzuki - RIZIN.40』RIZIN公式YouTubeチャンネル、2022年。
7. ↑  『【会場リングサイド目線で見る『鈴木千裕 vs. 中原由貴』公式試合映像】【Special Ring Side】湘南美容クリニック presents RIZIN.40』RIZIN公式YouTubeチャンネル、2022年。
8. ↑  『【試合映像】クレベル・コイケ vs. 鈴木千裕 / Kleber Koike vs. Chihiro Suzuki - RIZIN.43』RIZIN公式YouTubeチャンネル、2023年。
9. ↑  『【試合映像】パトリシオ・ピットブル vs. 鈴木千裕 / Patricio Pitbull vs. Chihiro Suzuki - 超RIZIN.2』RIZIN公式YouTubeチャンネル、2023年。
10. ↑  『【会場リングサイド目線で見る『鈴木千裕 vs. パトリシオ・ピットブル』公式試合映像】【Special Ring Side】超RIZIN.2』RIZIN公式YouTubeチャンネル、2022年。
11. ↑  『【試合映像】ヴガール・ケラモフ vs. 鈴木千裕 / Vugar Karamov vs. Chihiro Suzuki - RIZIN LANDMARK 7』RIZIN公式YouTubeチャンネル、2023年。
12. ↑  『【試合映像】鈴木千裕 vs. 金原正徳 （実況解説付き）/ Masanori Kanehara vs. Chihiro Suzuki - Yogibo presents RIZIN.46』RIZIN公式YouTubeチャンネル、2024年。
13. ↑  『【試合映像】鈴木千裕 vs. クレベル・コイケ / Chihiro Suzuki vs. Kleber Koike - RIZIN.49』RIZIN公式YouTubeチャンネル、2025年。
14. ↑  『【試合映像】鈴木千裕 vs. カルシャガ・ダウトベック / Chihiro Suzuki vs. Karshyga Dautbek - RIZIN.50』RIZIN公式YouTubeチャンネル、2025年。
15. ↑  『【試合映像】朝倉未来 vs. 鈴木千裕 - RIZIN 男祭り』RIZIN公式YouTubeチャンネル、2025年。

#### 補足映像
1. ↑  『【番組】RIZIN CONFESSIONS #81（※試合映像＆鈴木千裕と昇侍による試合振り返りドキュメンタリー番組）』RIZIN公式YouTubeチャンネル、2021年。
2. ↑  『【番組】RIZIN CONFESSIONS #93（※試合映像＆鈴木千裕と平本蓮による試合振り返りドキュメンタリー番組）』2021年。
3. ↑  『【番組】RIZIN CONFESSIONS #107（※試合映像＆鈴木千裕と萩原京平による試合振り返りドキュメンタリー番組）』RIZIN公式YouTubeチャンネル、2022年。
4. ↑  『【番組】RIZIN CONFESSIONS #110（※試合映像＆鈴木千裕と今成正和による試合振り返りドキュメンタリー番組）』RIZIN公式YouTubeチャンネル、2022年。
5. ↑  『【番組】RIZIN CONFESSIONS #116（※試合映像＆鈴木千裕と中原由貴による試合振り返りドキュメンタリー番組）』RIZIN公式YouTubeチャンネル、2022年。
6. ↑  『【番組】RIZIN CONFESSIONS #127（※試合映像＆鈴木千裕とクレベル・コイケによる試合振り返りドキュメンタリー番組）』RIZIN公式YouTubeチャンネル、2023年。
7. ↑  『【番組】RIZIN CONFESSIONS #129（※試合映像＆鈴木千裕とパトリシオ・ピットブル・フレイレによる試合振り返りドキュメンタリー番組）』RIZIN公式YouTubeチャンネル、2023年。
8. ↑  『【番組】RIZIN CONFESSIONS #136（※試合映像＆鈴木千裕とウガール・ケラモフによる試合振り返りドキュメンタリー番組）』RIZIN公式YouTubeチャンネル、2023年。
9. ↑  『【番組】RIZIN CONFESSIONS #150（※番組内で試合映像＆鈴木千裕と金原正徳による試合振り返りドキュメンタリー番組）』RIZIN公式YouTubeチャンネル、2024年。
10. ↑  『【番組】RIZIN CONFESSIONS #172（※番組内で試合映像＆鈴木千裕とクレベル・コイケによる試合振り返りドキュメンタリー番組）』RIZIN公式YouTubeチャンネル、2025年。
11. ↑  『【番組】RIZIN CONFESSIONS #175 （※番組内で試合映像＆鈴木千裕とカルシャガ・ダウトベックによる試合振り返りドキュメンタリー番組）』RIZIN公式YouTubeチャンネル、2025年。
12. ↑  『【番組】RIZIN CONFESSIONS #181 - RIZIN男祭り（※番組内で試合映像＆鈴木千裕と朝倉未来による試合振り返りドキュメンタリー番組）』RIZIN公式YouTubeチャンネル、2025年。

#### 映像資料
1. ↑  『RIZINファンが選ぶベストバウト | 2023年/4月~7月』RIZIN公式YouTubeチャンネル、2023年。